# 9a Companyia blindada de la 2a Divisió blindada de la França Lliure
La 9a Companyia del Regiment de Marxa del Txad, coneguda popularment com La Nueve, va ser una unitat d'infanteria mecanitzada del 3r batalló del Regiment de Marxa del Txad, integrat a la 2a Divisió Blindada del General Leclerc, de l'exèrcit de la França Lliure durant la Segona Guerra Mundial, i va estar formada per combatents espanyols, francesos, eslaus, entre d'altres.

## Orígens
El 24 de juny de 1940, el III Reich guanyava a França i li imposava l'Armistici després d'una campanya de quaranta dies. Mentre als ports de l'Àfrica Occidental Francesa a Marroc, Algèria i el Senegal s'hi generava un caos, ja que mils de refugiats s'amuntegaven en els molls. Entre aquests refugiats hi havia exiliats republicans de la Guerra Civil espanyola, que van fugir d'Espanya, a causa del triomf del general Francisco Franco.

La França de Vichy no amagava en cap moment la desconfiança i rebuig cap als republicans espanyols, la gran majoria d'esquerres, i tot i que no els va deportar a Espanya, els va obligar a escollir entre fer treballs forçats a la metròpoli, allistar-se a la Legió estrangera francesa o ser repatriats voluntàriament. Per motius evidents, la majoria dels veterans de la Guerra Civil Espanyola, van escollir la primera alternativa, ja que si escollien l'última podien ser sotmesos a un consell de guerra, i probablement executats.

Després dels desembarcaments aliats al nord d'Àfrica del 8 de novembre de 1942, les autoritats de la França lliure instal·lades a Algèria, van crear immediatament el Corps Franc d'Afrique, un cos regular destinat a combatents no francesos i que estava format en gran part per espanyols.
Així que la Legió estrangera, del Protectorat Francès, passa d'obeir ordres del Govern de Vichy a dependre de la França Lliure del general Charles de Gaulle, reprenent la seva lluita contra el feixisme sota una altra bandera.
Els espanyols que van entrar en combat en aquest front contra les restes de l'Afrika Korps, compost per tropes alemanyes i italianes, el desembre de 1942 a Tunísia. Durant la primera meitat de 1943, els republicans espanyols van lluitar amb ardors en els riscs i deserts arenosos de Tunísia. Finalment, el 7 de maig d'aquell any van conquistar la ciutat portuària de Bizerta, siguent aquesta la seva última actuació a Àfrica.

## Estructura i equipament

Bandera del Govern de la França Combatent, emprada pels soldats de la unitat

Bandera de la Segona República Espanyola, emprada pels soldats espanyols de la unitat

Comandada pel capità Raymond Dronne, aquesta unitat d'infanteria mecanitzada es va formar l'estiu de 1943 per lluitar contra el feixisme al Txad, on van contactar amb les forces de la França Lliure. Estava formada per uns 150 soldats, la major part dels quals excombatents de la Guerra Civil Espanyola en el bàndol republicà, reclutats als camps de refugiats de les platges de Sant Cebrià i d'Argelers. Entre ells hi havia espanyols, francesos i eslaus i també un brasiler, un mexicà, un portuguès, un italià i un o dos apàtrides.
La majoria dels vehicles blindats duien com a nom topònims, la major part de les quals pertanyents a indrets de batalles de la Guerra Civil Espanyola com: Ebre, Madrid, Terol, Brunete, Santander, Guadalajara, Guipúscoa o Guernica.

## Historial de combat
Després que la França Lliure prengués el control sobre el Nord d'Àfrica, els republicans espanyols integrats a les tropes franceses van tenir l'opció d'escollir entre la Divisió Leclerc (ja veterana a la França Lliure) o les forces del general Henri Giraud, (formades per lleials a Vichy que recentment havien canviat de bàndol). Davant d'aquesta situació, la gran majoria dels espanyols va escollir la unitat de Leclerc. Si bé molts es pensaven que aquesta força més tard podria ser el nucli d'un nou exèrcit republicà espanyol, aquesta esperança mai es va concretar i van continuar servint com a tropa estrangera firmament adscrita a la França Lliure (tot i que mai com a unitat autònoma d'aquesta). Malgrat això, se'ls va permetre brodar en els seus uniformes la bandera tricolor republicana.
La Divisió Leclerc es va denominar oficialment "2ª Divisió Blindada" i la seva 9ª companyia va ser més coneguda com "La Nou" o "La Novena", amb el capità francès Raymond Dronne al capdavant. La major part dels espanyols allà integrats, eren socialistes, anarquistes, del P.O.U.M català o apolítics hostils a Franco, amb alguns comunistes, mentre que els altres eren desertors de camps de concentració marroquins i algerians.
El setembre de 1943, la Divisió Leclerc va ser transferida a Rabat al Marroc, a on es va equipar amb armament procedent dels Estats Units d'Amèrica: 160 tancs M4 Sherman, 280 Semieruga M3, blindats i M8 Greyhound, camions Dodge, GMC, Brockway, Diamond i també molts Jeeps. Alguns dels noms que els espanyols van donar als vehicles, van ser molt curiosos. Composaven la unitat de comandament un Jeep amb el nom de "MORT AUX CONS" i la semieruga "LES COSAQUES". A la 1a Secció de Combat, pertanyien: DON QUICHOTTE, CAP SERRAT, LES PINGOÜINS, MADRID, GUERNICA (remolcant un canó de 57 mm). A la 2a Secció de Combat: RESISTENCE, TERUEL, ESPAÑA CANI (després es va dir LIBERATION), NOUS VOILA i EBRO (remolcant un canó de 57mm). La 3a Secció de Combat: TUNISIE 43, BRUNETE, ALMIRANTE, BUIZA, GUADALAJARA i SANTANDER (remolcant un canó de 57 mm). Junt amb aquests vehicles rodaven uns quants camions encarregats del subministrament de La Novena. Veterans Anarquistes van intentar anomenar un blindat Buenaventura Durruti, però els francesos no ho van permetre i, per tant, el van anomenar Les Pingouins. En els tancs manejats pels espanyols se'ls va permetre pintar la bandera de la Segona República Espanyola.

### A Europa
La Divisió Leclerc, amb la 9a companyia, va traslladar-se del Marroc a Gran Bretanya. El 6 de juny de 1944 es va dur a terme el Desembarcament de Normandia, i tot i que hi van participar alguns espanyols dispersos en unitats aliades, la 9a companyia es va quedar a terra britànica. Finalment, el 4 d'agost la 9a companyia va desembarcar a la platja d'Utah (platja de la Madelaine), al nord de la cala de Carentan a Normandia. La Divisió Leclerc, comptant amb "La Novena" es va enquadrar dins del Tercer Exèrcit estatunidenc liderat pel famós general George Patton. "La Nou" va desembarcar cantant la tradicional cançó de "La Cucaracha", per la lentitud del desembarcament.
Els primers enfrontaments lleugers que van tenir els republicans espanyols contra la Wehrmacht, es van desenvolupar en llocs com Rennes, Le Mans, Château-Gontier i un paper molt destacable juntament amb els soldats estatunidencs a Alençon. El 7 d'agost la 9a companyia va patir el seu primer mort en combat, l'espanyol Andrés García. El 12 d'agost els Aliats van quedar bocabadats davant l'experiència bèl·lica de la 9a companyia, quan els espanyols van capturar 129 presoners alemanys a la població d'Écouché.
El 16 d'agost la Divisió Leclerc va ser atacada per divisions de les Waffen-SS Leibstandarte SS Adolf Hitler i 2a Divisió SS Das Reich, la 9a i 116a. Divisones Panzer i la 3a Divisió de Paracaigudistes. La batalla va ser molt cruenta: El 16 va morir en combat Constant Pujol abatut per la ràfega d'una metralleta d'un oficial alemany que va morir pels trets de la pistola del seu company Joan Castells. L'endemà, el 17, va caure Roberto Helios, els dies 18 i 19 el Segon exèrcit britànic de Bernard Law Montgomery va arribar a la zona i va llançar un contraatac salvant als soldats espanyols d'una massacre. Els espanyols van celebrar una missa a l'església d'Écouché en honor dels morts.

### Paper en l'alliberació de París
La ciutat de París es va revoltar contra els alemanys el 20 d'agost de 1944 i Charles de Gaulle va insistir al comandament suprem perquè les tropes de la França Lliure acudissin a alliberar la capital francesa abans que la Wehrmacht decidís lluitar als carrers i destruís estructures urbanes fonamentals (ponts sobre el riu Sena, xarxes d'aigua, edificis públics) com ja ho havia ordenat Adolf Hitler.
Primerament, el comandament estatunidenc, dirigit per Dwight D. Eisenhower, preferia atacar massivament a les tropes alemanyes que es concentraven al nord de París i retardar la conquista de la ciutat. Tot i això, De Gaulle va ordenar a les seves tropes aprofitar la revolta de la Resistència francesa amb la finalitat de recuperar París i per fer-ho van escollir la Divisió Leclerc. Precisament en aquesta ocasió la 9a companyia espanyola, unitat de reconeixement de la Divisió Leclerc, va ser la primera unitat aliada en entrar a la metròpoli.
Després d’haver pres la ciutat de Fresnes, una secció de la 9 encapçalada per Amado Granell rep l’ordre del general Philippe Leclerc de sortir a tota velocitat cap a París per obtenir informació. La nit del 24 d’agost aquesta secció va aconseguir arribar pels carrers de París fins a l'ajuntament de la capital. Granell va esdevenir el primer oficial de les forces franceses lliures que va entrar a París, on va ser rebut a l'Ajuntament per Georges Bidault, el líder de la resistència, que ja s'havia instal·lat allí. El periòdic Libération del 25 d’agost de 1944 mostra la foto del prefecte de París amb Amado Granell, encara que el titular indica que es tracta d’un capità francès inexistent anomenat Bronne.
El primer blindat que va arribar a la plaça de l'Ajuntament de París va ser el "Guadalajara". Els primers trets de les forces aliades es van efectuar des del blindat "Ebro" comandat pel capità canari Campos i conduït pel català Bullosa. A les proximitats de l'Arc de Triomf patrullaven Alfredi Piñero i Francisco Izquierdo, el qual es va quedar mut quan una jove després dels petons i abraçades de rigor va exclamar: "Ets el primer soldat francès al qual li faig un petó!", al que ell li va contestar "Som rojos espanyols". Una anècdota semblant li va ocórrer al locutor que va entrevistar els nouvinguts i va rebre un tallada "Pardon mesier mais je suis español". La dotació que va arribar a l'Ajuntament de París el 24 d'agost va ser la dels half-track: Madrid, Jarama, Ebro, Teruel, Guernica, Belchite, Guadalajara, Brunete i Don Quijote, juntament amb un tanc tripulat per 4 francesos: el "Romilly". Aquest era el destacamant que amb tota justícia, van anomenar "els alliberadors de París".

### Campanyes finals
Després de l'Alliberament de París la guerra va prosseguir. La 9a companyia va abandonar la capital francesa el 8 de setembre per a tornar al front. El dia 12 els espanyols van fer presoners a 300 alemanys al capturar la ciutat d'Andelot. El 15 van travessar el Mosel·la i van establir un cap de pont darrere les línies alemanyes, a on van tenir un enfrontament amb ferits al Châtel-sur-Moselle.
El comandament militar dirigit per Charles de Gaulle va reconèixer la importància de la 9a companyia dins de l'exèrcit francès, i el 26 de setembre ell en persona va repartir les principals condecoracions a la ciutat de Nancy. La Medalla Militar i la Croix de Guerre van ser entregades al capità francès Raimond Dronne, al subtinent canari Miguel Campos, al sergent català Fermín Pujol i al cap gallec Cariño López.
La batalla per a la recuperació d'Alsàcia va començar el novembre; allà els alemanys van destruir amb un projectil a un tanc espanyol on anava l'alferes Federico Moreno, tot i que per sort no hi va haver baixes. El 23 de novembre la 9a companyia va prendre la capital alsaciana d'Estrasburg, sent aquesta l'última gran ciutat francesa perduda per les tropes alemanyes.
Quan la 9a companyia va travessar el riu Rin i es va endinsar en terreny alemany, els espanyols van quedar estancats pel fred hivern de -22 °C en el camí boscos que portava a Múnic. Al llarg d'aquest temps van patir 50 baixes per congelació i bombes. Quan es va acabar l'hivern la 9a Companyia es va posar en marxa de nou. L'actuació més important en aquesta etapa de la 9a companyia va ser el 5 de maig de 1945 al participar en la presa del Kehlsteinhaus, el refugi final d'Adolf Hitler a Berchtesgaden.

## Postguerra i homenatges oficials
La Segona Guerra Mundial va acabar a Europa el 8 de maig de 1945 després de la rendició incondicional d'Alemanya. Fins a aquell moment la 9a companyia havia patit 35 morts i 97 ferits; només 16 espanyols seguien en actiu al moment d'arribar a la pau, tot i molts altres continuaven prestant servei en altres unitats de l'exèrcit francès.
Després de la guerra, diversos veterans espanyols van quedar-se a l'exèrcit francès, altres van preferir desmobilitzar-se i romandre com a civils a França. Els seus triomfs de combat no van servir perquè poguessin tornar a Espanya ni van ajudar a la caiguda del règim dictatorial de Francisco Franco, com molts d'ells imaginaven. Davant d'això els veterans espanyols van continuar com exiliats polítics durant molts anys.
Rafael Gómez Nieto, l'últim dels membres de "La Novena" va morir per COVID-19 a la matinada del 31 de març del 2020 amb 99 anys, en una residència de gent gran a Estrasburg (França), a on vivia des del 1955.
Els mèrits de la 9a companyia espanyola van ser reconeguts pels historiadors especialitzats, però gran part de la Historiografia francesa pràcticament va ignorar la seva gran importància en l'episodi concret de l'Alliberació de París (tractant-la com un esdeveniment exclusivament francès). Els historiadors espanyols van estudiar la 9a companyia àmpliament tot just després de la caiguda del franquisme, que va ser quan es va reconèixer aquesta unitat per la seva destresa i el seu valor.
Es van haver d'esperar fins a l'agost del 2004 perquè la ciutat de París, realitzés un homenatge adequat als espanyols de la Divisó Leclerc que tant havien contribuït a l'alliberament seixanta anys abans. Es va descobrir una placa commemorativa al Quai Henri IV, al costat del riu Sena.
El 25 d'agost de 2012, durant la celebració del 68é aniversari de l'alliberament de París, una Bandera republicana va participar en aquest acte a tall de reconeixement del paper de "La Novena" en l'alliberació de la ciutat, sent el fet reconegut en el discurs del President de la República Francesa, François Hollande.
Des del març de 2015, el jardí de l'Ajuntament de París s'anomena oficialment Jardin des Combattants de la Nueve (Jardí dels combatents de la Novena).
Ara cada 24 d'agost, se celebra una cerimònia oficial al jardí, amb motiu de les celebracions de l'alliberament de París. El 2020 la cerimònia va ser presidida per la vicepresidenta espanyola Carmen Calvo, durant el seu viatge oficial a França. El 2021 i 2022, va acudir en representació del Gobierno de España el seu ministre de la presidència, relacions amb les Corts i Memòria Democràtica, Félix Bolaños.
A finals de 2016, l'alcaldessa de Madrid Manuela Carmena nomenà un jardí municipal "Jardín de los Combatientes de La Nueve". Va ser inaugurat l'abril del 2017 per les alcaldesses de Madrid i París, Manuela Carmena i Anne Hidalgo.
El 14 d'abril de 2016, la ciutat de París inaugura oficialment la placa commemorativa en memòria del lluitador de la Nou Manuel Lozano Guillén, el dia de la proclamació de la República espanyola i l'aniversari del naixement d'aquest activista de la Confederació Nacional del Treball de França. La cerimònia va tenir lloc en el XIX districte de la capital (43 rue des Bois).
La 33 rue des Vignoles, seu de la Confederació Nacional del Treball a París i lloc simbòlic de memòria dels lluitadors de la Nou, ara és part del patrimoni protegit de la capital.
Oficialment, França ha anomenat Voite de la Libération (Via de l'Alliberament), la ruta històrica seguida el 24 d'agost de 1944 per la Novena, de la Porta d'Itàlia fins a l'Ajuntament de París.
El parc parisenc que porta el nom de Frederica Montseny va ser inaugurat en presencia de la ministra Dolores Delgado el 24 d'agost de 2019, després d'un acte oficial el mateix dia en homenatge a l'heroi de la Segona Guerra Mundial José Barón Carreño, al bulevar Saint-Germain, a prop de l'Assemblea Nacional, amb motiu de les celebracions del 75è aniversari de l'Alliberació de París.

## Vegeu també

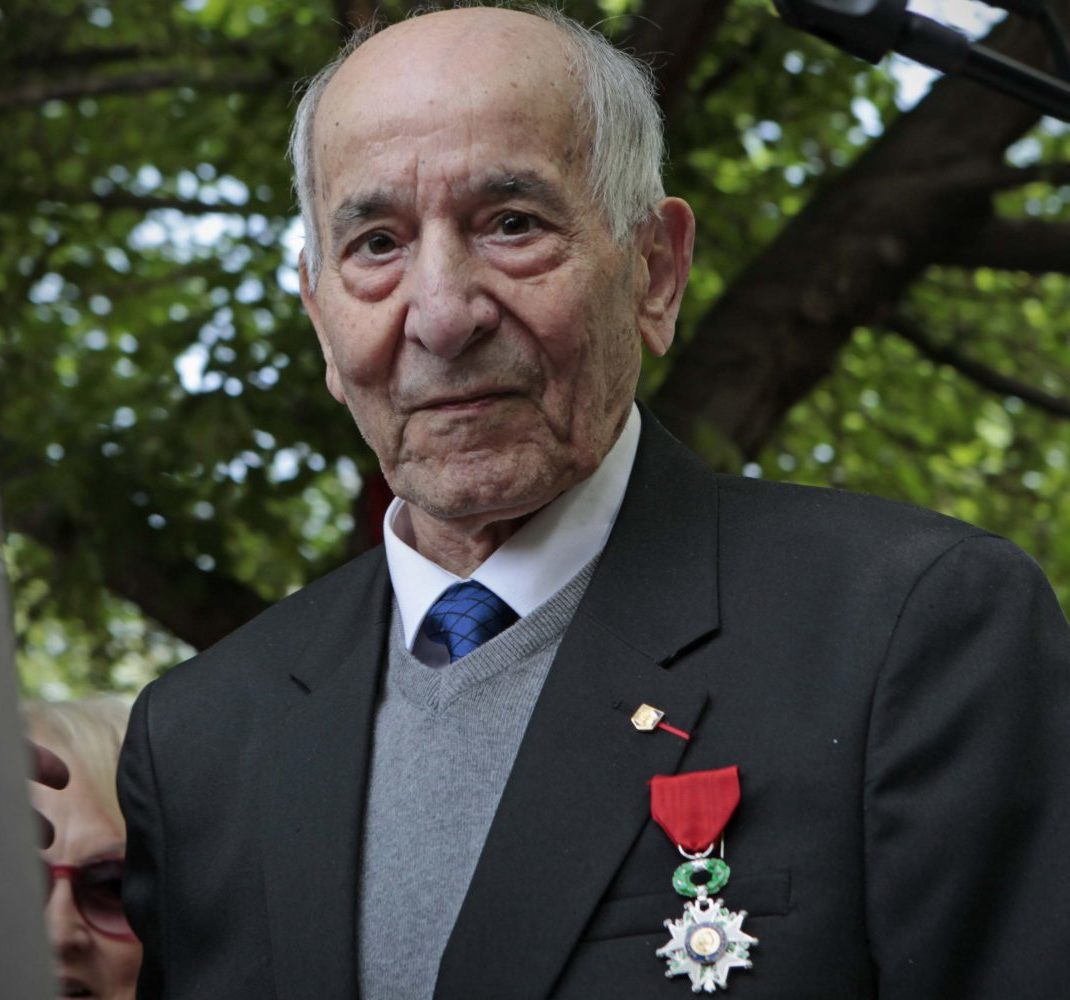
Rafael Gómez Nieto, últim supervivent de La Nueve, en la inauguració del Jardí dels Combatents de La Nueve a Madrid, l'abril de 2017